# Römisches Nihil obstat
Das römische Nihil obstat (Nihil obstat Sanctae Sedis, wörtlich „das Nichts-steht-entgegen dem Heiligen Stuhl“) ist die vom jeweiligen Diözesanbischof vorab einzuholende Zustimmung des Heiligen Stuhls zu seinem Kandidaten für die Neubesetzung eines Lehrstuhls einer katholisch-theologischen Fakultät. Das Akkomodationsdekret (I) von 1983, das die Bestimmungen der Apostolischen Konstitution Sapientia Christiana (1979) auf die Situation an deutschen Hochschulen anwandte, machte diese römische Unbedenklichkeitserklärung gegen den Wunsch der deutschen Bischofskonferenz verpflichtend.

## Geschichte
Bei der Stellenbesetzung an katholisch-theologischen Fakultäten lassen sich zwei eigenständige Rechtsinstitute unterscheiden: das ältere bischöfliche Nihil obstat und das jüngere römische Nihil obstat. Das bischöfliche Nihil obstat lässt sich in Preußen bis zu einer Instruktion aus dem Jahr 1776 zurückverfolgen, die dem Erzbischof von Breslau ein Anhörungs- und Ablehnungsrecht bei der Besetzung der  Lehrstühle für katholische Theologie an der Universität Breslau einräumte.
Im ausgehenden 19. Jahrhundert strebte der Heilige Stuhl ein einheitliches kirchliches Hochschulrecht an. Sein Einfluss auf die Neubesetzung von Lehrstühlen war je nach Universität zu dieser Zeit sehr unterschiedlich. Beispielsweise sahen die Statuten der katholisch-theologischen Fakultät der Universität Washington 1891 keine römische Mitsprache bei Neubesetzungen von Lehrstühlen vor, während die Professoren der katholisch-theologischen Fakultät der Universität Mailand 1892 von der römischen Studienkongregation ernannt wurden.

### Deus scientiarum Dominus (1931) und Instruktion (1932)
Die Apostolische Konstitution Deus scientiarum Dominus führte 1931 für kirchliche Hochschulen ein einheitliches Hochschulrecht ein, in Artikel 21 erhielt der Heilige Stuhl ein negatives Mitwirkungsrecht. Hier begegnet erstmals die Formel Nihil obstat Sanctae Sedis. Bei der Anwendung dieser Konstitution auf die katholisch-theologischen Fakultäten an staatlichen Hochschulen im Deutschen Reich waren die Konkordate zu beachten, die der Vatikan mit deutschen Staaten geschlossen hatte. Die entsprechende Instruktion von 1932 blieb unveröffentlicht, ist aber inhaltlich bekannt. Konkordatsgemäß erteilte der Diözesanbischof demnach in eigener Kompetenz die Missio canonica in Form eines bischöflichen Nihil obstat; als herrschende Lehre bildete sich in den folgenden Jahrzehnten heraus, der Diözesanbischof könne rein innerkirchlich an ein römisches Nihil obstat bezüglich der Lehre und des Lebenswandels des Kandidaten rückgebunden werden, das aber weder gegenüber der staatlichen Behörde noch gegenüber der Fakultät in Erscheinung treten dürfe.
Nach 1932 versuchte der Heilige Stuhl mehrfach, die Einholung eines römischen Nihil obstat durch den Diözesanbischof verpflichtend zu machen; insbesondere soll dies in einem unveröffentlichten Erlass vom Oktober 1957 gefordert worden sein. Die (Erz-)Bischöfe der sieben bayerischen (Erz-)Diözesen Augsburg, Bamberg, Eichstätt, München und Freising, Passau, Regensburg und Würzburg bestanden aber bis 1982 darauf, ihr Nihil obstat in eigener Kompetenz ohne Einholung der römischen Zustimmung zu geben. Dies betraf die bereits vor 1945 bestehenden katholisch-theologischen Fakultäten der Universitäten München und Würzburg und die nach 1945 neu eingerichteten katholisch-theologischen Fakultäten der Universitäten Regensburg (1966), Augsburg (1970), Bamberg (1972) und Passau (1978).

### Sapientia Christiana (1979) und Akkomodationsdekret (1983)
Im Jahr 1978 wurde vom Vatikan eine Präzisierung des Begriffs Nihil obstat vorgelegt (Lex academica Ecclesiae de studiis ecclesiasticis, Nomenclatura, den betroffenen Institutionen übersandt mit der Aufforderung zur Stellungnahme mit Schreiben der SCInstCath vom 14. Februar 1978). Nomenclatura weitete die römische Überprüfungskompetenz erheblich aus. Das römische Nihil obstat bezog sich demnach auf die Kompetenzen des Kandidaten (beispielhaft genannt sind Lebenswandel, akademische und didaktische Eignung) sowie auf die Einhaltung der Statuten für Ernennung und Beförderung und konnte begründet widerrufen werden. Die deutschen Bischöfe nahmen hierzu nicht Stellung, da sie davon ausgingen, die Rechtslage von 1932 (kein verpflichtendes römisches Nihil obstat) bestehe unverändert weiter.
Nachdem die Apostolische Konstitution Sapientia Christiana im April 1979 veröffentlicht worden war, wurde zur Anpassung an die Verhältnisse in der Bundesrepublik Deutschland eine neue Instruktion erarbeitet. Bischof Friedrich Wetter beauftragte als Vorsitzender der zuständigen Kommission der Deutschen Bischofskonferenz den Kirchenrechtler Heribert Schmitz damit, die aus deutscher Sicht in dieser Instruktion zu behandelnden Punkte zusammenzustellen. Sein Vorschlag vom Dezember 1979 sah vor, „das Einholen des römischen Nihil obstat unter Bezugnahme auf die konkordatäre Rechtslage nicht zu urgieren“. Er wurde nach Rom übersandt, von der Kongregation für das Katholische Bildungswesen jedoch umgehend mit der Begründung abgelehnt, durch Sapientia Christiana seien alle Sonderregelungen aufgehoben und das Nihil obstat des Heiligen Stuhls sei aufgrund seiner Bedeutung ohne Konzessionen durchzusetzen. Als Vorsitzender der Deutschen Bischofskonferenz antwortete Kardinal Joseph Höffner im Februar 1982 in einem „sachlich scharf gefassten Schreiben“, indem er auf die unterschiedliche Praxis in den einzelnen Diözesen hinwies: in Bayern nach Gewohnheitsrecht kein römisches Nihil obstat, in Baden-Württemberg nur bei erstmaliger Ernennung von Lehrstuhlinhabern. Die Bischofskonferenz wünsche dies unverändert beizubehalten. Die mit Vertretern der Kongregation und der Bischofskonferenz besetzte Gemischte Studienkommission behandelte das Thema im April 1982. Hier konnten sich die Bischöfe nicht durchsetzen. Damit war insbesondere das bisherige bayerische Gewohnheitsrecht hinfällig. Der Entwurf dieser Studienkommission ging fast unverändert in das Akkomodationsdekret (I) ein, das am 1. Januar 1983 in Kraft trat.

### Einholung des römischen Nihil obstat nach den Normen von 2010
Vor Erteilung des bischöflichen Nihil obstat an einen Kandidaten für eine Professur auf Lebenszeit an einer deutschen katholisch-theologischen Fakultät ist der Diözesanbischof verpflichtet, über den Apostolischen Nuntius einen Antrag zur Erteilung des römischen Nihil obstat an die Kongregation für das Katholische Bildungswesen (seit 2022: Dikasterium für die Kultur und die Bildung) zu richten. Darin begründet er ausführlich seine eigene positive Einschätzung von Lehre und Lebenswandel des Kandidaten, der entsprechende Unterlagen (Lebenslauf, Veröffentlichungen, Informationen zur „religiös-kirchlichen Praxis“ des Kandidaten) beizufügen sind. Der Apostolische Nuntius gibt eine eigene Stellungnahme ab. 
Das interdikasterielle Verfahren, das der Erteilung des römischen Nihil obstat vorausgeht, soll im Regelfall drei Monate dauern (de facto dauert es aber oft viel länger); während des gesamten Verfahrens ist Vertraulichkeit zu wahren. Sollte sich die Erteilung verzögern, etwa weil weitere Auskünfte eingeholt werden müssen, so teilt die Kongregation dies dem Diözesanbischof mit; der Kandidat und die auf die Stellenbesetzung wartende Fakultät werden nicht informiert.
„Vor Einleitung des interdikasteriellen Verfahrens wird die Kongregation für das Katholische Bildungswesen ihrerseits die Sachlage prüfen. Ergeben sich hinsichtlich des Kandidaten oder des Verfahrens Anfragen, wird die Kongregation vor Einleitung des interdikasteriellen Verfahrens entsprechende Klärungen bzw. Präzisierungen beim Diözesanbischof anfordern.“ Hat die Kongregation substanzielle Bedenken, teilt sie diese dem Diözesanbischof mit, der den Kandidaten schriftlich oder in einem Gespräch hierzu hört. Darüber berichtet er der Kommission, die die endgültige Entscheidung trifft. Gegebenenfalls kann der Kandidat aufgefordert werden, missverständliche Positionen „mittels eines angemessenen wissenschaftlichen Beitrags“ richtigzustellen, der dem Heiligen Stuhl vor Veröffentlichung vorzulegen ist.

### Veritatis Gaudium (2018)
Mit der Apostolischen Konstitution Veritatis Gaudium erließ Papst Franziskus 2018 Normen für die römisch-katholischen Universitäten und Fakultäten, die eine Weiterentwicklung der Regelungen von Sapientia Christiana darstellen. Bezüglich des römischen Nihil obstat wird gelehrt:

„Bevor ein Dozent entweder fest angestellt wird oder zur obersten Stufe der Lehrbefähigung befördert wird – oder auch in jedem dieser beiden Fälle je nach den Bestimmungen der Statuten –, muss das Nihil obstat des Heiligen Stuhles eingeholt werden.“

Außerdem findet eine Ausweitung des betroffenen Personenkreises auf die Dekane katholischer Fakultäten an staatlichen Hochschulen statt:

„Die Ernennung oder wenigstens die Bestätigung folgender Amtsträger kommt der Kongregation für das Katholische Bildungswesen zu: 
- der Rektor einer kirchlichen Universität,
- der Präses einer kirchlichen Fakultät sui iuris,
- der Dekan einer kirchlichen Fakultät innerhalb einer Universität.“

## Kritik
Die am 5. Januar 1989 verabschiedete Kölner Erklärung, die von mehr als 200 Theologieprofessoren des D-A-CH-Raums unterzeichnet wurde, wandte sich gegen zentralistische Tendenzen während des Pontifikats Johannes Pauls II. und hier besonders gegen die „undurchsichtige und vielfach rigide Praxis der röm. Kurienbehörden“ bei Erteilung des Nihil obstat; die Unterzeichner forderten Forschungsfreiheit und ein transparenteres Verfahren. „Seit der Zeit des Modernismus war das Verhältnis von deutschsprachiger Universitätstheologie und päpstlichem Lehramt nicht so gestört gewesen,“ so der Kirchenhistoriker Jörg Ernesti.
Das Verfahren gibt dem Diözesanbischof eine zentrale Stellung: der Kandidat, um dessen akademische Karriere es geht, kann seine Sache gegenüber der Kongregation für das Katholische Bildungswesen (seit 2022 aufgegangen im Dikasterium für die Kultur und die Bildung) nicht direkt vertreten, sondern muss sich darauf verlassen, dass sein Bischof, der seine Kandidatur befürwortet, für diese in Rom erfolgreich wirbt. Christoph Böttigheimer merkt an, dass römische Stellen an sich keine Informationen zu Lebensführung und Rechtgläubigkeit eines Kandidaten haben, die dessen Bischof nicht auch hat. Deshalb holt die Kongregation anonyme Gutachten anderer Theologen ein, die aber nicht die fachliche Qualifikation, sondern die „Kirchlichkeit“ ihres Kollegen beurteilen sollen.
Die in den Normen von 2010 aufgewiesene Möglichkeit, dass der Kandidat durch Veröffentlichung „eines willfährigen Artikels in einer kirchennahen Publikation“ missverständliche Positionen klärt, ist nach Einschätzung von Hans-Joachim Höhn geeignet, die wissenschaftliche Reputation des Kandidaten zu beschädigen.
Eine Nichterteilung des römischen Nihil obstat schließt eine Erteilung in einem künftigen Bewerbungsverfahren nicht zwingend aus, falls bezüglich der Ablehnungsgründe unterdessen ein neuer Sachstand eingetreten ist. Da Fakultäten allerdings an einer zügigen Besetzung vakanter Lehrstühle interessiert sind, verschlechtern sich die Aussichten eines Bewerbers, von dem bekannt ist, dass ihm das Nihil obstat bereits einmal nicht erteilt wurde.

## Studie zum Nihil-Obstat-Verfahren (2024)
Im Frühjahr 2024 veröffentlichte das Zentrum für angewandte Pastoralforschung der Ruhr-Universität Bochum eine Studie von Miriam Zimmer und Nikita Katsuba, die Ergebnisse einer Befragung römisch-katholischer Akademiker im D-A-CH-Raum zu ihren Erfahrungen mit dem vatikanischen Nihil obstat ausgewertet hat:
- Das Verfahren gilt als sehr intransparent; klare Kommunikationsstrukturen fehlen.
- Es diskriminiert Akademikerinnen, die signifikant häufiger Schwierigkeiten bei der Erteilung des römischen Nihil obstat haben als ihre männlichen Kollegen.
- Es erzeugt bei den Kandidaten für einen Lehrstuhl Angst und Druck. Zu problematischen Themen (siehe unten) wird sicherheitshalber nicht publiziert, vor allem nicht in Dissertationen und Habilitationen. Die eigene Lebensform wird geheim gehalten.

Rund 75 Prozent aller Anträge auf ein römisches Nihil obstat werden ohne Probleme positiv beschieden bei allerdings stark schwankender Bearbeitungsdauer. Diese beträgt im Durchschnitt fünf Monate. Die Dauer des Verfahrens stieg von 1990 bis 2019 stetig an auf durchschnittlich 40 Monate bei Anträgen, die in den 2010er Jahren gestellt wurden, und geht seitdem wieder zurück. Spezifische Inhalte der wissenschaftlichen Forschung sind bei Nihil-obstat-Verfahren Gegenstand von mehr als der Hälfte der Rückfragen und Beanstandungen. Problematisch sind demnach: Gender und Rolle der Frauen in der Kirche, ökumenischer und interreligiöser Dialog, Sexualethik, Einzelthemen der systematischen Theologie wie Ekklesiologie und Christologie. Im Privatleben wurden beispielsweise die kirchenpolitische Positionierung, etwa bei der Frage der Frauenordination, ermittelt, aber auch die Religiosität des Ehepartners und die Taufe der Kinder.

## Fallbeispiele
- 1992–1994: Die zweimalige Verweigerung des römischen Nihil obstat für die Berufung von Teresa Berger auf den liturgiewissenschaftlichen Lehrstuhl der Universitäten Freiburg bzw. Bochum wurde von dem Münsteraner Liturgiewissenschaftler Klemens Richter als „lebenslängliches Berufsverbot“ kritisiert.[21]
- 2000–2003: Regina Ammicht Quinn, Professorin am Internationalen Zentrum für Ethik in den Wissenschaften (IZEW) an der Universität Tübingen, wurde nach eigenen Angaben „zweimal offiziell [als Kandidatin für den Lehrstuhl für Theologische Ethik an den Universitäten Augsburg und Saarbrücken], mehrmals eher so unter der Hand, das sogenannte Nihil obstat verweigert. […] Ich habe nie Gründe dafür erfahren, was sogar im Kirchenrecht widerrechtlich ist. Der Antrag auf Akteneinsicht, den ein Kirchenrechtler für mich gestellt hat, wurde aus formalen Gründen abgelehnt.“[22]
- 2018: Ansgar Wucherpfennig, Professor für Neues Testament an der katholischen Hochschule Sankt Georgen in Frankfurt, wurde das römische Nihil obstat zur dritten Amtszeit als Rektor zunächst verweigert,[23] im November aber doch erteilt, „nachdem Pater Wucherpfennig eine Erklärung abgegeben hatte, in der er betonte, dass er als Ordensmann und Priester dem authentischen Lehramt der Kirche verpflichtet sei. Wo es seine Ämter verlangten, lege er die Lehre der Kirche über die Möglichkeit der Weihe von Frauen […] und von Segnungsfeiern für gleichgeschlechtliche Paare […] vollständig und verständnisvoll dar. Die Fragen, die er als Seelsorger und Wissenschaftler an diese Lehre richte, werde er auch in Zukunft als seine persönliche Auslegung kennzeichnen. […] Zu den beiden Fragen soll P. Wucherpfennig nun Artikel veröffentlichen und die Ergebnisse seiner Forschung vorstellen – in treuer und kreativer Kontinuität zu den fundamentalen Lehrmeinungen der Kirche.“[24]
- 2023: Martin M. Lintner, Professor für Moraltheologie und Spirituelle Theologie an der PTH Brixen, wurde vom Hochschulkollegium für die Amtsperiode vom 1. September 2023 bis 31. August 2025 zum Dekan der Fakultät gewählt. „Nach den kirchlichen Vorschriften ist für die Übernahme dieses Amtes die Zustimmung des Heiligen Stuhls notwendig. Das hierfür zuständige Dikasterium für die Kultur und die Bildung (ehemals Bildungskongregation) hat dem Diözesanbischof Dr. Ivo Muser mitgeteilt, dass diese Zustimmung wegen Publikationen Prof. Lintners zu Fragen der katholischen Sexualmoral nicht erteilt wird.“[25] Nach Protesten und Solidaritätserklärungen berichtete Bischof Muser von Gesprächen hinter den Kulissen mit Aussicht auf eine nachträgliche Erteilung des Nihil obstat, die im April 2024 erfolgte.[26]